# Madvillainy
Madvillainy – pierwszy album duetu Madvillain, w skład którego wchodzą amerykańscy raperzy i producenci MF Doom i Madlib. Ukazał się 24 marca 2004 nakładem wytwórni Stones Throw Records. Nakręcono cztery teledyski do utworów z albumu - All Caps (reż. James Reitano), Rhinestone Cowboy, Accordion (reż. Andrew Gura) i Shadows of Tomorrow (reż. System D-128). W 2008 roku ukazał się remix album zatytułowany Madvillainy 2 z remiksami wszystkich utworów wchodzących w skład oryginalnego wydawnictwa.

## Lista utworów
Opracowano na podstawie źródła.
| Nr  | Tytuł utworu                                 | Długość |
| --- | -------------------------------------------- | ------- |
| 1.  | „The Illest Villains”                        | 1:55    |
| 2.  | „Accordion”                                  | 1:59    |
| 3.  | „Meat Grinder”                               | 2:12    |
| 4.  | „Bistro”                                     | 1:08    |
| 5.  | „Raid (gościnnie Medaphoar)”                 | 2:31    |
| 6.  | „America’s Most Blunted”                     | 3:54    |
| 7.  | „Sickfit (Instrumental)”                     | 1:22    |
| 8.  | „Rainbows”                                   | 2:52    |
| 9.  | „Curls”                                      | 1:36    |
| 10. | „Do Not Fire! (Instrumental)”                | 0:53    |
| 11. | „Money Folder”                               | 3:03    |
| 12. | „Shadows Of Tomorrow”                        | 2:36    |
| 13. | „Operation Lifesaver AKA Mint Test”          | 1:30    |
| 14. | „Figaro”                                     | 2:26    |
| 15. | „Hardcore Hustle (gościnnie Wildchild)”      | 1:22    |
| 16. | „Strange Ways”                               | 1:52    |
| 17. | „Fancy Clown (gościnnie Allah's Reflection)” | 1:56    |
| 18. | „Eye (gościnnie Stacy Epps)”                 | 1:58    |
| 19. | „Supervillain Theme (Instrumental)”          | 0:53    |
| 20. | „All Caps”                                   | 2:10    |
| 21. | „Great Day Today”                            | 2:17    |
| 22. | „Rhinestone Cowboy”                          | 4:02    |
|     |                                              | 46:27   |

## Notowania

### Oryginalne wydanie
| Kraj              | Listy (2004)                     | Najwyższa pozycja |
| ----------------- | -------------------------------- | ----------------- |
| Stany Zjednoczone | Billboard 200                    | 179               |
| Stany Zjednoczone | Billboard Top R&B/Hip-Hop Albums | 80                |
| Stany Zjednoczone | Billboard Top Independent Albums | 10                |
| Stany Zjednoczone | Billboard Top Heatseekers Albums | 9                 |

### Ponowne wydanie w 2014
| Kraj              | Listy                            | Najwyższa pozycja |
| ----------------- | -------------------------------- | ----------------- |
| Stany Zjednoczone | Billboard 200                    | 117               |
| Stany Zjednoczone | Billboard Top Pop Catalog Albums | 17                |

### Późniejsze pozycje na listach
| Kraj              | Listy (2019-2025)   | Najwyższa pozycja |
| ----------------- | ------------------- | ----------------- |
| Belgia            | Ultratop Flandria   | 67                |
| Francja           | SNEP                | 116               |
| Kanada            | Billboard           | 64                |
| Niemcy            | Offizielle Top 100  | 75                |
| Stany Zjednoczone | Billboard 200       | 73                |
| Wielka Brytania   | OCC UK Albums Chart | 58                |
| Wielka Brytania   | OCC UK R&B Albums   | 3                 |

## Certyfikaty i sprzedaż
| Kraj                     | Certyfikat  | Sprzedaż | Przypis |
| ------------------------ | ----------- | -------- | ------- |
| Wielka Brytania (BPI)    | złota płyta | 100 000+ | [ 19 ]  |
| Stany Zjednoczone (RIAA) | złota płyta | 500 000+ | [ 20 ]  |